# The Cream of Clapton
The Cream of Clapton è una raccolta di successi di Eric Clapton, pubblicata nel 1995. Include canzoni eseguite della sua carriera solista e canzoni eseguite con i gruppi di cui ha fatto parte, ovvero i Cream, i Blind Faith e i Derek and the Dominos.

## Tracce
1. I Feel Free - 2:51 (con i Cream)
2. Sunshine of Your Love - 4:10 (con i Cream)
3. White Room - 4:58 (con i Cream)
4. Crossroads - 4:16 (con i Cream)
5. Badge - 2:44 (con i Cream)
6. Presence Of The Lord - 4:49 (con i Blind Faith)
7. Blues Power - 3:09
8. After Midnight - 2:51
9. Let it Rain - 5:01
10. Bell Bottom Blues - 5:01 (con i Derek and the Dominos)
11. Layla - 7:03 (con i Derek and the Dominos)
12. I Shot the Sheriff - 4:23
13. Let it Grow - 4:58
14. Knockin' on Heaven's Door - 4:22
15. Hello Old Friend - 3:34
16. Cocaine - 3:39
17. Wonderful Tonight - 3:42
18. Promises - 3:01
19. I Can't Stand It - 4:09